# Saint-Vitte
Saint-Vitte ist eine französische Gemeinde mit 121 Einwohnern (Stand: 1. Januar 2022) im Département Cher in der Region Centre-Val de Loire; sie gehört zum Arrondissement Saint-Amand-Montrond und zum Kanton Châteaumeillant. 

## Geographie
Saint-Vitte liegt etwa 57 Kilometer südsüdöstlich von Bourges. Umgeben wird Saint-Vitte von den Nachbargemeinden Épineuil-le-Fleuriel im Norden und Osten, Vallon-en-Sully im Osten und Südosten, Saint-Désiré im Süden und Südwesten sowie Vesdun im Westen.

## Bevölkerungsentwicklung
| Jahr                       | 1962 | 1968 | 1975 | 1982 | 1990 | 1999 | 2006 | 2019 |
| Einwohner                  | 272  | 244  | 202  | 176  | 138  | 136  | 138  | 128  |
| Quellen: Cassini und INSEE |      |      |      |      |      |      |      |      |

## Sehenswürdigkeiten
- Kirche Saint-Vitte aus dem 12. Jahrhundert

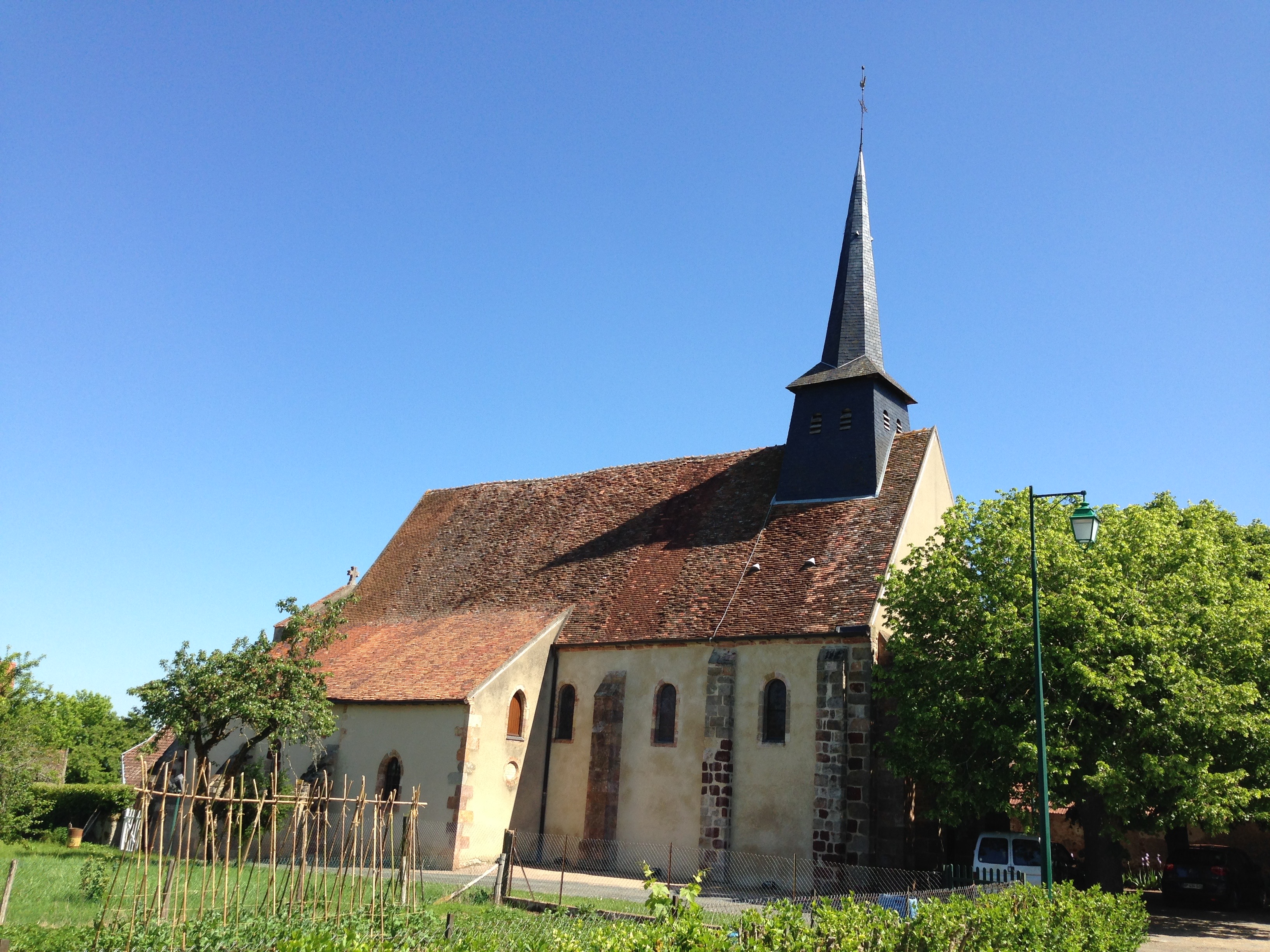
Kirche Saint-Vitte